# Autoritratto (Artemisia Gentileschi)
L'Autoritratto, anche noto come Allegoria della Pittura, è un dipinto a olio su tela, realizzato tra il 1630 e il 1635 da Artemisia Gentileschi. Attualmente è parte delle collezioni della Gallerie nazionali d'arte antica, ed è conservato presso Palazzo Barberini a Roma.

## Storia
Non si conoscono molti dettagli sulla provenienza e sulle vicende storiche del dipinto. La prima informazione certa sullo stesso si ha soltanto nel 1935, quando l'Autoritratto è entrato a far parte della collezione di Palazzo Barberini.

### Attribuzione
L'opera è generalmente attribuita ad Artemisia Gentileschi, anche se in passato sono stati sollevati alcuni dubbi. Nel 1999, lo storico dell'arte Raymond Ward Bissell la incluse all'interno del suo catalogo ragionato; tuttavia, nel catalogo del 2001 dedicato ad Artemisia e Orazio Gentileschi, curato dagli studiosi Keith Christiansen e Judith Mann, si scelse di collocarla tra le tele prodotte dalla bottega di Simon Vouet. Indagini successive fecero propendere notevolmente per l'appartenenza dell'Autoritratto ad Artemisia Gentileschi: in particolare, lo storico dell'arte Jesse Locker evidenziò le somiglianze della figura con altre opere della pittrice, nello specifico con riguardo all'abbigliamento e alla lavorazione del pizzo.

## Descrizione
Si tratta di uno dei vari dipinti in cui l'artista sceglie di rappresentare se stessa, sebbene in questo caso non abbia connotazioni esplicitamente allegoriche o di carattere religioso, che invece caratterizzano altre tele (ad esempio, l'Autoritratto come santa Caterina d'Alessandria). Si ritiene che la persona seduta di fronte ad Artemisia possa essere il committente del dipinto, ma non vi sono sufficienti prove a sostegno di tale tesi. La posa della donna raffigurata pare voler affrontare direttamente lo spettatore. La storica dell'arte Mary Garrard ha avanzato un'ipotesi originale che sarebbe legata alla femminilità di Gentileschi: in un certo modo, Artemisia sfida gli artisti della sua epoca, per larghissima parte uomini. Tale conclusione è raggiunta osservando il gesto della mano dell'artista, poiché esso - nel XVII secolo - rappresentava "una sfida avanzata da coloro che si reputavano sicuri delle proprie capacità". Locker condivide tale posizione, ma colloca la competizione all'interno del contesto culturale e letterario dell'epoca: Gentileschi starebbe rivaleggiando con i poeti "i cui dipinti narrati [...] non possono competere con le sue poesie dipinte".

### Condizioni
L'Autoritratto, nonostante gli sforzi di un restauro effettuato degli anni Cinquanta, è in cattive condizioni. Locker ha espressamente affermato che è "mal conservato, con le tonalità dell'incarnato, in particolare del viso, abrase e gravemente deteriorate".